# Rolling Blackouts Coastal Fever
Rolling Blackouts Coastal Fever est un groupe de rock indépendant australien, originaire de Melbourne, formé en 2013. Joe White, son cousin Fran Keaney et Tom Russo en sont les trois guitaristes, chanteurs et auteurs-compositeurs. La section rythmique de compose de Joe Russo, le frère de Tom, à la basse, et Marcel Tussie à la batterie.

## Histoire

### Formation et débuts (2013–2015)
Originaire de Melbourne, en Australie, le groupe est fondé en 2013 par les guitaristes et chanteurs Fran Keaney, Tom Russo et Joe White,.
Rejoints ensuite par le bassiste Joe Russo, le frère de Tom, et par le batteur Marcel Tussie, ils commencent à écumer la scène locale, où évolue également Courtney Barnett,.
Inspirée par des groupes comme les Feelies et les Go-Betweens, leur musique trouve sa singularité dans l'emploi de trois guitares dans ses compositions,. Après avoir sorti une poignée de singles autoproduits au format numérique, le groupe fait ses débuts sur CD en mars 2016, avec l'EP Talk Tight.

### Signature chez Sub Pop et premier album (2016–2019)
En novembre 2016, Sub Pop signe le groupe et publie un single, Julie's Place, suivi d'un EP de six chansons, The French Press, en mars 2017. Des comparaisons sont faites entre ces disques et des groupes des années 1980 comme Orange Juice et The Triffids, des groupes néo-zélandais comme The Chills, The Bats et The Clean, et des groupes contemporains tels que Parquet Courts et White Denim,. L'accueil de ces premières publications est très positif et offre au groupe l’opportunité de se produire sur scène hors de son Australie natale.
Pour son premier album, le groupe décide de travailler au domicile de son batteur Marcel Tussie, situé dans une région isolée de la Nouvelle-Galles du Sud. Nommé d'après une mine à ciel ouvert d'Australie (Mine de Hope Downs), Hope Downs est publié par Sub Pop et Ivy League en juin 2018,. Le groupe se lance ensuite dans une longue tournée mondiale.

### Sideways to New ItalyetEndless Rooms(depuis 2020)
En mars 2020, le groupe annonce la parution pour le 5 juin 2020 d'un deuxième album, intitulé Sideways to New Italy. En raison de la pandémie de Covid-19, les tournées australiennes et européennes en soutien à cet album sont reportées à deux reprises,,. Le groupe finit par remonter sur scène en février 2022, à Brisbane, et publie son troisième album, Endless Rooms, le 6 mai 2022,.

## Membres
- Fran Keaney – chant, guitare acoustique
- Joe Russo – basse
- Marcel Tussie - batterie
- Joe White – chant, guitare solo
- Tom Russo – chant, guitare

## Discographie

### Albums studio
- 2018 : Hope Downs (Sub Pop, Ivy League)
- 2020 : Sideways to New Italy
- 2022 : Endless Rooms

### EP
- 2015 : Talk Tight (Sub Pop/Ivy League)
- 2017 : The French Press (Sub Pop/Ivy League)

### Singles
- 2016 : Write Back/Career (Ivy League)
- 2019 :  In The Capital  (Sub Pop)